# Rolando Kattan
Rolando Kattán (Tegucigalpa, Honduras) es un poeta hondureño de origen palestino.

## Trayectoria
Miembro correspondiente de la Real Academia Española, miembro de número de la Academia Hondureña de la Lengua. Entre los premios a su obra destacan el premio Nacional de Literatura Ramón Rosa de 2022, el vigésimo premio Casa de América de Poesía Americana, mención de honor en el Concurso Bienal de Poesía «Rubén Darío» 2013, el premio Nacional al Voluntariado Cultural de 2011 y el premio Ohtli de la Secretaría de Relaciones Exteriores de México en 2016. La revista estadounidense Forbes lo escogió como uno de los más creativos de la región en 2022. 
Su poesía ha sido publicada en revistas, libros o antologías de más de cuarenta países, traducida a diecisiete idiomas y ha sido invitado a leer su obra en más de cincuenta festivales y lecturas de cinco continentes. 
Ha sido electo por el Congreso Nacional de Honduras por dos períodos (2019- 2024 y 2024- 2029) como comisionado propietario del Registro Nacional de las Personas. Es miembro del Aspen Global Leadership Institute y del Central American Leadership Initiative.  
En 2023 participó en el décimo Congreso Internacional de la Lengua Española en Cádiz y su ponencia fue incluida en la Crónica de la lengua española 2023-2024. Fue incluido en Lo uno y lo diverso: la riqueza del idioma español, publicado por el Instituto Cervantes, en 2021.  
Promoción de la literatura hondureña
En 2011 publicó una edición conmemorativa y comentada del primer centenario de Tierras, mares y cielos del poeta hondureño Juan Ramón Molina.
En conjunto con el poeta Salvador Madrid, ha implementado el proyecto Leer es fiesta: Doce números de libros de bolsillo, de cinco mil ejemplares cada uno, que han sido regalados masivamente al público, conteniendo poesía y prosa, de autores nacionales e internacionales. Proyecto que fue reforzado, en el segundo semestre de 2011, con la publicación mensual de cuarenta mil ejemplares de un suplemento literario en el diario El Heraldo de Honduras.
Coordinó el informe n.º 799 Literatura hondureña hoy de Cuadernos Hispanoamericanos (AECID, Madrid, 2017). Ese mismo año elaboró la antología poética universal Legado de generaciones, edición especial de Flor de Caña (Managua, 2017), con 200.000 ejemplares.
Es fundador de los sellos editoriales Mano Nostra y Cisne Negro. Fundó el taller de poesía Alicanto y el encuentro internacional de poesía Semana Alicanto. Fue miembro fundador del colectivo Paíspoesible, gestionó la organización y presidió el Comité de Juegos Florales de Tegucigalpa y con el auspicio de la Alcaldía Municipal del Distrito Central y otras instituciones, promovió el Premio Iberoamericano de Poesía, integró la Junta Directiva de la Alianza Francesa y la Junta Directiva de la Fundación para el Museo del Hombre Hondureño. Actualmente pertenece a la junta directiva de FUNDARTE de la Galería Nacional de Arte de Honduras.

## Obra
"La poesía es más un estado que un oficio y me gusta vivir la literatura como un estado y no como un oficio, creo que vivo en un estado poético".
- Errar en la montaña, El Ángel Editor, Quito, 2024.
- Vestă antiglonț – Antologie poetică / Chaleco antibalas – Antología poética. Editura Junimea, Rumanía, 2024.
- Donde volver deseo. Ed. Cisne Negro, Tegucigalpa, 2023.
- Viaje imaginario a Kiribati. Colección contemporáneos, El Arco & la Flecha Editores, 2022.
- Los cisnes negros. Visor Libros, España, 2021.
- Gabinete de curiosidades: antología poética. Colección La Garúa n.º 87, 2020.
- Epístolas en aguamarina. Ed. Cisne Negro, Tegucigalpa, 2020.
- A mi lado alguien lee un libro escrito en mandarín. Palestina, 2020.
- Un país en la fronda - Un paese tra le fronde. Edición bilingüe con traducción de Emilio Coco. Raffaelli Editore, Rimini, Italia, 2018.
- Luciérnaga de otoño. Ed. Cisne Negro, Tegucigalpa, 2018.
- Acto textual. Colección 2Alas, El Ángel Editor, Quito, 2016.
- El árbol de la piña. Ed. Cisne Negro, Tegucigalpa, 2016.
- Animale non identificato. Edición bilingüe con traducción y edición de Piera Mattei.[4] Ed. Gattomerlino, Roma, 2014.[5]
- Animal no identificado. Ed. Cisne Negro, Tegucigalpa, 2013 y 2016.
- Poemas de un relojero. Universidad de Costa Rica, San José, 2013. Mención de Honor en el Premio Centroamericano de Poesía «Rubén Darío».
- Exploración al hormiguero. La Sexta Vocal, Tegucigalpa, 2004.

Su poesía ha sido considerada igualmente en las antologías:
- The Polaris Trilogy, Poems for the Moon. Brick Street Poetry, 2022.
- Grandes en Casa. Vaso Roto Poesía, 2022.
- Antología Poética Semana Internacional de la  Poesía Santo Domingo 2020. República Dominicana 2021.
- La Fragancia de las Olivas. Ecuador, 2021.
- La Primera Línea. Perú, 2021.
- Espacio me has vencido. Ecuador, 2020.
- Border Lines. Poems of Migration. Everyman’s Library Pocket Poets, Alfred A. Knopf, Nueva York, Estados Unidos, 2020.
- Antologia Della Poesia Honduregna. Raffaelli Editore. Italia, 2019.
- Almanacco dei Poeti e Della Poesia Contemporanea. Rafaelli Editore. Italia, 2019.
- Poèmes en la serie Connivences n.º 4. Edición bilingüe de Robert Lobet, Éditions de la Margeride, París, 2017.
- Il Fiore della Poesía Latinoamericana D'oggi, con traducción al italiano de Emilio Coco. Raffaelli Editore, Rimini, Italia, 2016.
- Voix Vives de Méditerranée en Méditerranée - Anthologie Sète 2016. Éditions Bruno Doucey, París, 2016.
- Cien años de poesía hispanoamericana (antología). Federico Díaz-Granados (compilador). Planeta Lector. Colombia, 2014.
- Almalafa y Caligrafía, Literatura de origen árabe en América Latina. Instituto de Escritores Latinoamericanos, Universidad de la Ciudad de Nueva York, Nueva York, 2010.
- El vértigo de los aires - Poesía latinoamericana (1974-1985). Asociación de Escritores de México A.C., México, 2007.
- La hora siguiente, poesía emergente de Honduras (1998-2004). Il miglor fabro, Tegucigalpa, 2006.
- La palabra Iluminada. Letra Negra Editores, Guatemala, 2006.
- Papel de oficio, 20 poetas hondureños. Secretaría de Cultura, Artes y Deportes, Tegucigalpa, 2005.
- Versofónica, 20 poetas 20 frecuencias. Colectivo Paíspoesible, Tegucigalpa. 2005.
- Poetas de Honduras. Onbeperkt Houdbaar, Holanda, 2005.
- Así como en las revistas Caravelle, Toulouse, Francia, 2011, El Cobaya, Ávila, España, 2011, Paraíso, España, 2018, Aérea, Chile, 2018, Sibila, España, 2020, Actual Art, Armenia, 2020 y Oltreoceano, Italia, 2021, entre otras.

Su obra ha sido traducida francés, árabe, japonés, italiano, portugués, chino, rumano, macedonio, griego, armenio, polaco, alemán, turco, checo, croata, albanés e inglés.

## Reconocimientos
- En 2024 su obra Omisión del ángel obtuvo el XV Premio Internacional de Poesía Claudio Rodríguez, por el Instituto de Estudios Zamoranos Florián de Ocampo.
- En 2024, la Corporación Municipal y la Comisión Permanente de los Juegos Florales de Santa Rosa de Copán dedicó la XXXVII Edición del Certamen Literario Nacional Juegos Florales de Santa Rosa de Copán a Rolando Kattan.
- En 2023 la Academia Romana le concedió el Premio Bucovina de poesía, y fue homenajeado con el título de ciudadano de honor.
- En 2022 el Gobierno de la República de Honduras le otorgó el Premio Nacional de Literatura «Ramón Rosa».
- En 2020 su obra Los cisnes negros obtuvo el XX Premio Casa de América de Poesía Americana por «su capacidad para mezclar poemas de largo recorrido con otros de formas tradicionales, donde cabe la observación poética y la reflexión de rango filosófico».[6]
- En 2016 la Embajada de México le hizo entrega del Reconocimiento Ohtli, máximo galardón del Gobierno Mexicano en el exterior, que se otorga por designación del Instituto de los Mexicanos en el Exterior (IME). El considerando destacó su trayectoria de promoción de las letras como nexo entre colectividades, así como su dedicación y compromiso con los festivales de poesía en México, como el de Zacatecas, el de San Luis Potosí y el Vértigo de los Aires, en la Ciudad de México.
- En 2013 recibió Mención de Honor en el Premio Centroamericano de Poesía «Rubén Darío».[7]
- En 2013 Leonardo Garnier -ministro de Educación de Costa Rica - remitió el poema Tratado sobre el cabello a todos los centros educativos de su país para que fuera leído en las aulas.[8]
- En 2011 la Secretaría de Cultura, Artes y Deportes, la Embajada de España en Honduras y el Programa de Voluntarios de las Naciones Unidas le otorgaron el Premio Anual al Voluntariado Cultural.